# Ernst-Robert Grawitz
Ernst-Robert Grawitz (Berlino, 8 giugno 1899 – Potsdam, 24 aprile 1945) è stato un medico, generale e criminale di guerra tedesco, membro del Partito Nazionalsocialista Tedesco dei Lavoratori prima e durante la seconda guerra mondiale.

## Biografia
In qualità di Reichsarzt delle SS e dei corpi di polizia, Grawitz consigliò Heinrich Himmler, capo delle Schutzstaffel, sull'impiego delle camere a gas durante l'olocausto e condusse brutali esperimenti medici sugli ebrei prigionieri dei campi di concentramento. Era anche a capo della Croce Rossa tedesca. Sua moglie, Ilse, era figlia dell'SS-Obergruppenführer e generale delle Waffen-SS Siegfried Taubert. Verso la fine della guerra in Europa Grawitz diventò il medico del Führerbunker, dove si era rifugiato Adolf Hitler.
Quando venne a sapere che altri ufficiali stavano lasciando Berlino per sfuggire all'avanzata dell'Armata Rossa Grawitz pregò Hitler di permettergli di andarsene a sua volta, ma il permesso gli venne negato. Mentre i sovietici si stavano avvicinando, Grawitz decise di suicidarsi e contemporaneamente uccidere anche la propria famiglia. Mentre era a cena con la moglie e i figli, tirò le spolette di due granate che teneva nascoste sotto al tavolo. La drammatica scena è stata ricostruita nel 2004 nel film storico La caduta - Gli ultimi giorni di Hitler, in cui Grawitz è stato interpretato dall'attore Christian Hoening.